# Маседоан (1919 – 1922)
Вижте пояснителната страница за други значения на Маседоан.
„Маседоан“ (на френски: La Macédoine) с подзаглавие Орган на Изпълнителния комитет на Македонските братства e български вестник, излизал в периода 1919 – 1922 година в София.
На практика е приложение на „Македония“, предназначено за чужбина. Редактор му е Георги Баждаров.
| Годишнина | Броеве  | Дата                              |
| --------- | ------- | --------------------------------- |
| I         | 1 – 86  | 11 март 1919 – 29 януари 1920     |
| II        | 87 – 98 | 5 февруари – 29 април 1920        |
| III       | 1 – 18  | 27 януари 1921 – 25 декември 1922 |

От третата годишнина подзаглавието е Бюлетин на Изпълнителния комитет на Македонските братства в България. Излиза в сряда и събота, от 84 брой – седмично, а от III годишнина – месечно. Вестникът е на френски, но има заглавие и паралелни текстове и на английски език. От III годишнина е единствено на френски. Вестникът подкрепя десницата в революционното движение и е близък до ВМРО.